# Aleksandar Ivović
Aleksandar Ivović (Baošići, Jugoszlávia, 1986. február 24. –) montenegrói válogatott vízilabdázó, a Pro Recco játékosa.